# Calypso
Calypso, Brega Calypso ou somente Brega-pop, é um gênero musical brasileiro que surgiu na cidade brasileira de Belém (estado do Pará), através da mistura de elementos dos gêneros regionais do Pará como: lambada, carimbó, guitarrada, siriá, com a música internacional dos países do Caribe, como calipso, ska, reggae. Desenvolvido na década de 1990, em shows e bailes em casas noturnas na periferia e, através da divulgação feita por vendedores ambulantes da produção dos pequenos músicos locais/independentes.
Foi criado por músicos do estado do Pará na cidade de Belém, que decidiram unir o tradicional brega regional a outros ritmos da música caribenha como o calipso, a parti daí o nome dessa fusão passou a também a se chamar calypso.

## História

### Antecedentes
Brega era um termo usado pejorativamente para designar a música romântica popular de baixa qualidade e com exageros dramáticos (desilusões amorosas) ou ingenuidade; tendo o samba-canção, bolero e jovem-guarda vinculados a este,
Não se sabe ao certo a origem musical do "brega", considera-se que o cantor Vicente Celestino (1894-1968) na década de 1930, é um dos precursores do brega como gênero musical dramático, seguido por: Orlando Dias, Carlos Alberto e Cauby Peixoto.
Durante a década de 1960, a música romântica de artistas oriundos basicamente das classes mais populares passou a ser considerada cafona e deselegante. Isso foi especialmente reforçado pelas grandes transformações vivenciadas pela música popular do país naquele período, com o surgimento de inovações estilísticas dentro cenário musical que agradavam principalmente aos jovens do meio urbano. De um lado, surgiram uma geração oriunda da classe média universitária e que se consolidaria, na década seguinte, sob a sigla MPB, nada menos do que "música popular brasileira". Por outro, os movimentos tropicalista — inspirado em correntes artísticas de vanguarda e da cultura pop nacional e estrangeira e por manifestações tradicionais da cultura brasileira a inovações estéticas radicais — e do Iê-iê-iê — que capitaneou o rock'n'roll estrangeiro, dando-lhe uma roupagem nacional, e transformou-se num grande fenômeno de comportamento e moda.
E foi a Jovem Guarda que abriria caminho para novos artistas que desafiaram os padrões de bom gosto da classe média brasileira na década seguinte, já que alguns dos artistas que tiveram uma ligação com o movimento viriam a se tornar populares cantores "cafonas" na década seguinte. É o caso por exemplo do pernambucano Reginaldo Rossi, que liderou a banda The Silver Jets.
Mas foi nas regiões Norte e Nordeste que o "brega" resistia e se consolidava como uma grande força musical. Embora as emissoras de rádios e as grandes gravadoras passassem a ignorar sua existência, os artistas "bregas" continuaram produzindo e assimilando novas influências. Mesmo com limitações de capital de investimento e suporte técnico, esses músicos mantiveram um público significativo nas periferias urbanas destas regiões, fora do campo de cobertura cultural da mídia hegemônica." Belém do Pará tornou-se a principal referência na consolidação do "brega" como estilo musical no país. Inicialmente restrito a circuitos de bailes e shows — chamados "bregões" — em casas noturnas da periferia belemense, a cena adquiriu grandes proporções regionais com as "aparelhagens" (grandes e potentes sistemas profissionais de som) das grandes festas populares, frequentadas por milhares de pessoas, geralmente caracterizada por músicas típicas da região Norte.

### Anos 1990

O calypso paraense é originário da cidade de Belém no estado do Pará

Com a ascensão do brega no estado do Pará na década de 1990, o ritmo começou a se proliferar pelas periferias paraenses, com isso os músicos do Pará rapidamente tiveram a ideia de fundir o brega, aos ritmos tradicionais do estado como a lambada, carimbó, guitarrada, siriá, além ritmos caribenhos, como o calipso da Trindade e Tobago e o ska e o reggae provenientes da Jamaica, que continham letras que eram carregadas de críticas ao colonialismo da época, esses estilos do Caribe, chegaram ao Pará através da fronteira dos estado com as guianas. A mistura destes novos sons ao brega do Pará, influenciou essa nova vertente nomeada de "brega pop" ou "brega Calypso", que também passou a se chamar Calypso, assim como o original do Caribé. Já o nome "brega pop" foi criado pelos radialistas Jorge Reis, Rosenildo Franco e Marquinho Pinheiro que notaram uma levada mais pop dessa nova vertente criada, em comparação ao antigo brega. Com letras que ainda tratavam em geral a desilusões, relacionamentos abusivos e traições amorosas, típicas das letras do brega — embora frequentemente se desviando para erotização explícita, o "calypso" do Pará se distanciou de sua principal vertente, por ser caracterizada por um ritmo mais acelerado, com ênfase no acorde das guitarras, instrumento de metais e um forte peso sonoro nas baterias. Vários produtores musicais como Dedê Borges, Hélio Silva, Manoel Cordeiro, Cléo Pinheiro, Tonny Brasil, Cláudio Lemos, produziram inúmeros artistas que fizeram muito sucesso, expandindo o "Brega Pop" pelo Norte e Nordeste!
No Pará, o brega pop ou brega Calypso logo começou a ser inserido nas novas canções de cantores como Wanderley Andrade, Banda Sayonara, Edílson Moreno, Adilson Ribeiro, Banda Quero Mais, Mário Senna, Alberto Moreno, Nelsinho Rodrigues, Bruce Waldo, Kim Marques entre outros. Na década de 1990, a crise da indústria do disco e o avanço tecnológico transformaram o mercado de música do brega. Fora do âmbito da indústria fonográfica nacional, a produção musical do "calypso" paraense era distribuída diretamente por vendedores ambulantes e camelôs, consolidando um mercado alternativo. O ritmo foi rapidamente se espalhando por outros estados do norte do Brasil. No fim da década, O produtor musical e guitarrista Cledivan Almeida Farias conhecido por Ximbinha se tornou um dos principais produtores do estilo calypso em todo o Pará, estando presente, com sua guitarra em grande parte dos cds dos artistas da cena paraense na época. Formando em 1999, ao lado de sua esposa na época, a cantora Joelma Mendes, a maior expoente nacional do movimento que seria a Banda Calypso.

### Anos 2000

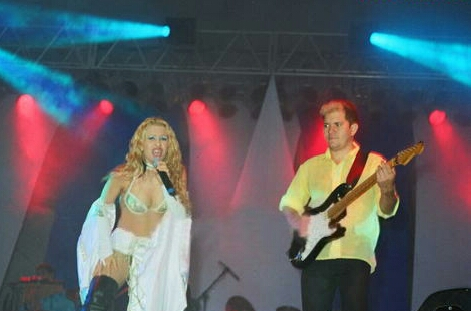
Banda Calypso foi a maior expoente do estilo na década.

Os anos 2000 foi marcado pela popularização do calypso em todo o Brasil. Com a criação da Banda Calypso — principal responsável por difundir o estilo — o ritmo começou a ganhar divulgação em outros estados do Brasil no inicio da década de 2000. Especialmente no Nordeste do Brasil, onde a Banda Calypso rapidamente foi aceita com sua musicalidade até então nova na região. Suas canções de apelo romântico e dançante logo se tornaram verdadeira febre em todo o país. Embora tenha se desenvolvido no mercado paralelo das periferias, o "brega pop" nessa década transformou-se em um negócio extremamente lucrativo e reconquistou espaço nas mídias locais de todo o país, com presença na programação das grandes rádios comerciais. Com o sucesso da Banda Calypso, em 2001 em diante, começaram a surgir várias bandas com a mesma sonoridade e/ou com o mesmo nome calypso, que logo também começaram a se tornarem popular pelo Brasil, como a — Companhia do Calypso, Planeta Calypso, Furacão do Calypso, Banda da Loirinha e Banda Kassikó —.
Essas bandas tinha como características ainda letras que ainda mantinham em geral a carga romântica, embora muitas vezes sensuais — contundo a maioria delas eram acompanhadas por grupo de vocalistas com mais de uma cantora, quase sempre uma loira, que cantavam e dançavam em um palco cercado por bailarinos que reproduzem coreografias marcadas, que geralmente retrata de forma dançante o que é cantado nas letras. Esse grupos ganharam projeção nacional em todas as regiões do Brasil, tendo as bandas desse estilo figurado nos principais programas televisiva nacional, gravando DVDs com grandes estruturas e seus empresários faturando muito dinheiro.

### Anos 2010
Com a popularização do estilo tecnobrega (techno + brega), resultado da fusão do brega com estilos da música eletrônica, durante a década de 2010, fez com o calypso deixasse de ser a preferencia entre as bandas, cantores e artistas do estado, que prefeririam gravar o que estava tendo alta naquele momento, tendo o calypso perdido muito de seus representantes e perdendo muito de sua popularidade que havia obtido na década passada.
Com o fim da Banda Calypso e a dissolução de muitas outras bandas do bandas do ritmo, a cantora Joelma Mendes em sua carreira solo continuou a gravar canções em calypso em sua carreira solo. Já seu ex marido o músico Ximbinha, formou uma nova banda no ritmo intitulada XCalypso.